# Anaspis trifasciata
Anaspis trifasciata là một loài bọ cánh cứng trong họ Scraptiidae. Loài này được Chevrolat miêu tả khoa học năm 1860.